# Zapel (Karstädt)
Zapel ist ein bewohnter Gemeindeteil im Ortsteil Pröttlin der amtsfreien Gemeinde Karstädt im Landkreis Prignitz in Brandenburg.

## Geografie
Der Ort liegt 2 Kilometer südlich von Pröttlin, 11 Kilometer nordöstlich von Lenzen (Elbe), 12 Kilometer westnordwestlich von Karstädt und 22 Kilometer nordwestlich von Perleberg. Die Nachbarorte sind Pröttlin im Norden, Sargleben im Nordosten, Seetz im Südosten, Mellen im Südosten, Rambow im Süden, Steesow im Südwesten, Deibow im Westen sowie Milow im Nordwesten.

## Geschichte
Die erste schriftliche Erwähnung von Zapel findet sich im Jahr 1312 in der Schreibweise Stapel. Spätere Belege geben den Ort in weiteren Schreibweisen an: 1349 Zapel, 1493 tho Zapell und 1541 Sapel.
Um 1800 gehörte der Ort zum Kreis Lenzen in der Prignitz, einem Teil der Kurmark der Mark Brandenburg und kam im Jahr 1816 zum Kreis Westprignitz; ab 1939 als Landkreis Westprignitz benannt. Ab 1952 gehörte er zum Kreis Perleberg im Bezirk Schwerin.
Zapel war lange Gutsdorf, gehörte einige Generationen des größten mittelmärkischen Adelsgeschlechts von Bredow. Zapel gehörte zur Familienlinie Landin-Kriele. Hauptmann Karl Ernst Samuel von Bredow (1777–1825) vererbt das Nebengut Zapel an den Enkel, Generalmajor Bernhard von Bredow, verheiratet mit Margarete von Schmeling. Der Besitzerfamilie wohnte hauptsächlich in der Stadt Brandenburg. Vor 1900 ist Zapel ein kreistagsfähiges Rittergut, Eigentümer der damalige Oberst Max von Bredow, Wohnsitz Berlin. Die Größe ist mit 622 ha beziffert. Der anteilige Waldbesitz lag bei 106 ha. Die Gutsbesitzerfamilie hatte den Besitz an Ober-Amtmann Stubbendorf(f) verpachtet, zeitweilig an den Gutspächter Hans Stubbendorff. Dessen Nachfahren erwarben später das Gut Zapel. Die Bredows führten Zapel in Mitinhaberschaft mehrerer Angehöriger. So war der Konteradmiral Joachim von Bredow (1858–1914) einer der Teilhaber auf Zapel. Die weiteren Teilhaber waren der Landrat Hans von Bredow und der Generalmajor Paul von Bredow. Kurz vor der großen Wirtschaftskrise 1929/1930 nennt das letztmals publizierte Brandenburgische Güteradressbuch wieder einen Herrn Stubbendorff, jetzt als Gutsbesitzer. Es ist Walter Stubbendorff, für mehrere Mitglied für die DNVP Mitglied des Deutschen Reichstags. Stubbendorff ist auch aktiver Kommunalpolitiker und betreut als Landwirt vor Ort eine große Schafsviehwirtschaft mit 500 Tieren in den Ställen, intensivierte weitere Zweige seines Gutsbetriebes in Zapel. Die Größe des Gutes ist mit 623 ha fast identisch vom vormaligen Ausgangswert, inklusiv der Waldflächen von 107 ha. Stubbendorff war bis 1945 Gutsbesitzer und stirbt im Mai des Jahres in Zapel. Danach folgte die Bodenreform.